# Дельжилер
Дельжилер (у 1940—2016 роках — Дмитрівка; болг. Делжилер) — село Татарбунарської міської громади, у Білгород-Дністровському районі Одеської області України. Кількість населення — 4071 особа, здебільшого болгари. Є найбільш густонаселеним селом в районі.
Село розташоване на висоті 42 метрів в західній частині Білгород-Дністровського району. Відстань до районного центру — 93 км та 25 км від найближчої залізничної станції Арциз (на лінії Одеса — Ізмаїл).

## Історія села
На території села знайдено чотири поселення: два епохи бронзи (ІІ тисячоліття до н.е.) та два поселення, датовані першим тисячоліттям н.е.
У вісімнадцятому столітті ця місцевість за одним з місць стоянки табору татар називалася Дельжилер.
Після закінчення російсько – турецької війни 1806-1812 рр. на місці сучасного села виникли хутори Шонпа та Котенка. 
Згідно з Бухарестським мирним договором, підписаним 16/28 травня 1812 року між Російською та Османською імперіями після Російсько-турецької війни в 1806—1812, Росія приєднала до себе територію між Прутом та Дністром, назвала цю ділянку Бессарабією (1813) та перетворила її в окрему губернію поділивши на 10 повітів.
Навесні 1822 року родини болгар із села Кухурлуй з Хатарничанського цуніту, які отримали землі в поселенні Татарбунари, не затримались та переселились остаточно на захід від Татарбунар – на місце розвалин трьох татарських поселень Деведжі, Махале та Хаджилер. Тут і було засновано село Дельжилер.
Протягом 1829— 1830 років усі переселенці із прилеглих сіл перейшли на постійне місце проживання. Оскільки більшість із них були вихідцями із села Дельжилер, то вони й дали йому стару назву «Дельжилер».
У 1832 році мешканцям села було виділено 7437 десятин землі для ведення господарства. Переселенці, що прибули з болгарського села Дельжилер , у кількості 96 сімей, були розквартировані на хуторах, де їм було відведено постійне місце проживання. Згодом три хутори (Хаджилер, Махале та Деведжі) були об’єднані в одне село з прямими вулицями, з акуратно впорядкованими дворами.
Після Паризького договору від 1856, яким завершилася Кримська війна (1853—1856), Росія була змушена віддати Румунії смугу землі за узбережжям Дунаю. Село Дельжилер залишалася на території Росії, і знаходиться поблизу її нового кордону. Але потім кордон з Румунією за фарватером річки Дунай був відновлений.
Під час Першої світової війни з села була мобілізована значна кількість чоловіків, багато хто з них там загинули. Під час перебування в полоні декілька чоловіків почали сповідувати баптизм, і після повернення до дому заснували баптистську общину, що існує і досі.

### Румунська окупація
У 1918 році, користуючись слабкістю УНР, Румунія окупувала всю колишню Бессарабську губернію — від Дунаю до Дністра.
Роки румунської окупації у селі були дуже суворими — проводилась політика насильницької румунізації (аналогічна до політики русифікації на підрадянській Україні), були встановлені високі податки, що робило життя селян дуже важким. Через це у 1924 році вибухнуло Татарбунарське повстання, Дельжилер опинився в самому його епіцентрі. Повстання було дуже жорстко придушене румунськими військами, після чого багато жителів села були заарештовані та над ними проводилось катування.
Перепис населення 1930 року засвідчив, що загальна чисельність населення становила 4397 жителів, серед них 4281 болгари (97,36 %), 37 росіян (0,84 %), 30 молдаван (0,68 %), 17 євреїв, 7 греків та 2 гагаузи.

### Друга світова війна

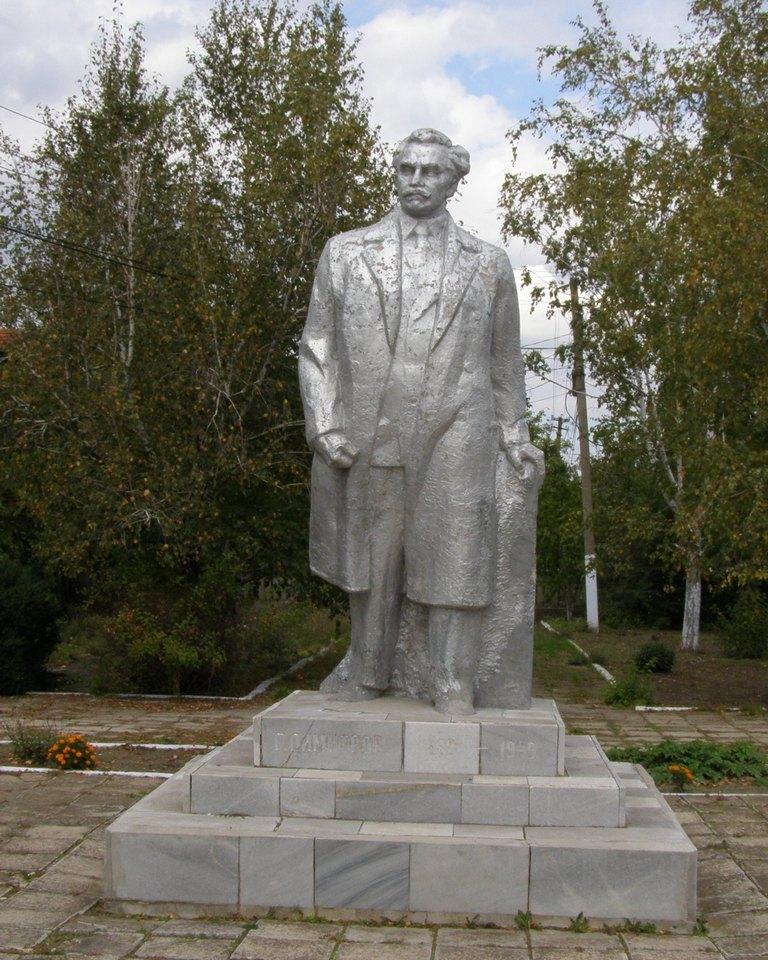
Пам'ятник Г.М. Димитрову

У 1940 році Радянський Союз окупував територію Бессарабії та Буджаку, згідно із пактом Молотова — Ріббентропа. У цьому ж році була розпочата примусова колективізація селян.
У 1940 році на сході селян було прийнято рішення про перейменування села Дельжилер на село Димитрівку на честь болгарського комуніста Георгія Димитрова. Однак під час виготовлення печатки сільської ради назву села на ній було помилково зазначено як «Дмитрівка». Відтоді по документах село офіційно значилося як «Дмитрівка».
Але вже 1941 року, через початок німецько-радянської війни Румунія — спільник Німеччини — знову окупувала Бессарабію та село знов опинилось під владою румунів. Одразу ж після захоплення села були заарештовані та страчені перші організатори колгоспу та голова селищної ради.
Але в серпні 1944 року під час наступу на Румунію Червона армія знову відвоювала село Дельжилер.

### Друга більшовицька окупація
Під час того ж 1947 року через сильну посуху урожай загинув, внаслідок чого виник сильний голод, який забрав багато життів жителів села.
Знову розпочалась колективізація та створення колгоспів. Спочатку були утворені 4 окремі господарства: ім. Калиніна, ім. Жданова, ім. Леніна та ім. Димитрова, які згодом були об'єднанні в один колгосп імені Димитрова.
У 1954 році Ізмаїльська область була ліквідована, і її територія була включена до Одеської області.

### Незалежна Україна
З 1991 року після розпаду Радянського Союзу село Дмитрівка Татарбунарського району Одеської області увійшло до складу незалежної України. У наш час[коли?] у селі мешкає близько 4071 осіб, здебільшого — болгари.
У 2016 році село внесено до переліку населених пунктів, що підлягають перейменуванню за законом «Про засудження комуністичного та націонал-соціалістичного (нацистського) тоталітарних режимів в Україні та заборону пропаганди їхньої символіки».
Постановою Верховної Ради України «Про перейменування деяких населених пунктів» від 12 травня 2016 року № 1353-VIII селу було повернуто історичну назву Дельжилер. Постанова набрала чинності з 22 травня 2016 року. 
У 2022  є  приклад спроби фермерів самостійно облаштувати лісосмугу для запобігання ерозії ґрунтів, захист від суховіїв і пилових бур.

## Населення

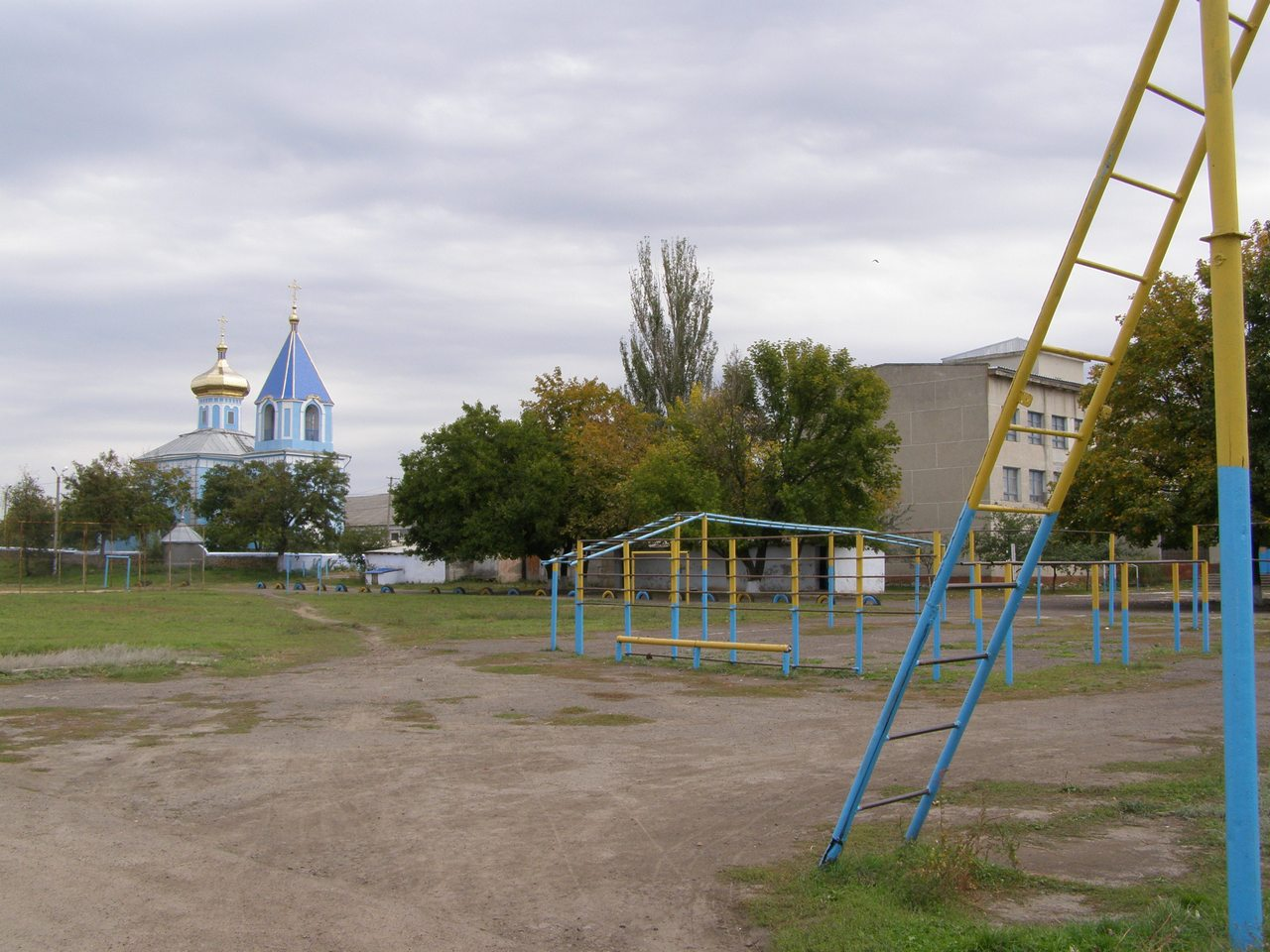
Спортивний майданчик в селі

Згідно з переписом УРСР 1989 року чисельність наявного населення села становила 4465 осіб, з яких 2178 чоловіків та 2287 жінок.
За переписом населення України 2001 року в селі мешкало 4066 осіб.

### Мова
Розподіл населення за рідною мовою за даними перепису 2001 року:
| Мова       | Відсоток |
| ---------- | -------- |
| Болгарська | 93,10 %  |
| Російська  | 3,32 %   |
| Українська | 3,05 %   |
| Румунська  | 0,39 %   |
| Караїмська | 0,05 %   |
| Білоруська | 0,02 %   |
| Гагаузька  | 0,02 %   |

## Відомі мешканці

### Народились
- Гайдаржи Леонід Васильович — український та радянський футболіст, захисник, тренер болгарського походження.
- Чулак Ілля Панасович — радянський та український футболіст та тренер, виступав на позиції півзахисника.

## Пам'ятки
- Пам'ятник Леніну
- Пам'ятник Івану Афанасійовичу Тріфонову (18-річній хлопець, що був мобілізований у Роздільнянському районі та загинув під час вигнання окупантів із села у 1944 році)
- Пам'ятник Георгію Димитрову
- Пам'ятник першим засновникам колгоспу